# Islamisches Informationszentrum Ulm
Das Islamische Informationszentrum Ulm  (I.I.Z Ulm e.V.) war seit dem 1. Februar 1999 ein Da'wa-Zentrum und Knotenpunkt islamistischer Aktivitäten in Ulm (Zeitblomstraße). Seit Herbst 2003 wurde die Publikation Denk mal islamisch herausgegeben, die später nur noch im Internet erschien. Zu den Gründern des IIZ zählen deutsche Islam-Konvertiten wie Thomas Hamza Fischer. Das IIZ bot Ersatzstrukturen für das am 28. Dezember 2005 verbotene Multikulturhaus (MKH) in Neu-Ulm. Am 2. Oktober 2007 löste sich das IIZ selbst auf.

## Mitglieder
- Thomas Hamza Fischer (* 1978 † November 2003) starb bei Kämpfen in Tschetschenien und wurde in der Publikation Denk mal islamisch als Märtyrer verherrlicht.[6]

- Yehia Yousif (* 1958 in Alexandria) gilt als Hassprediger. Er war im MKH und im IIZ tätig und ist inzwischen untergetaucht.[7] Er hatte sich in seiner Studentenzeit der Jamaa Islamiya angeschlossen und saß nach der Ermordung von Präsident Anwar as-Sadat am 6. Oktober 1981 für einige Monate wegen Unterstützung der islamistischen Attentäter im Gefängnis in Ägypten. 1988 erhielt er als Arzt eine Doktorandenstelle an der Albert-Ludwigs-Universität Freiburg und promovierte summa cum laude. 1994 erhielt er den Goedecke-Forschungspreis. Gleichzeitig predigte er als „Scheich Abu Omar“ und veröffentlichte Artikel in Denk mal islamisch.[3][8] Er war zeitweise Informant für den Verfassungsschutz.

- Fritz Gelowicz besuchte von März bis Dezember 2006 ein Terrorcamp in Pakistan, wurde seit Januar 2007 als Gefährder eingestuft und ist ein verurteilter Terrorist, der am 4. September 2007 in Oberschledorn festgenommen und am 4. März 2010 zu zwölf Jahren Freiheitsstrafe verurteilt wurde.[7][9][10]

## Stellungnahme des IIZ
Im Tagesspiegel vom 9. September 2007 nahm das IIZ zum Verdacht, als Treffpunkt für Terroristen zu fungieren, Stellung. Darin unterschieden die Verfasser zwischen „wir“ (das IIZ und seine Besucher) und „ihr“ (die „Außenstehenden“) und vertraten den Standpunkt, Allah hinter sich zu haben. Das IIZ werde „immer wieder in Verruf gebracht“, obwohl man „eine friedliche Gruppe“ von Muslimen sei und „alle Menschen herzlich willkommen“ heiße. Daher könne man nicht kontrollieren, wer das Zentrum besuche.
Die Anschuldigungen gegen das IIZ seien „wieder einmal“ auf „echt unverschämte, hinterlistige und trügerische Art und Weise“ zustande gekommen. Die Verfasser der Erklärung vermuten, dass die Moral der Gesellschaft verloren gegangen sei, und fühlen sich „hintergegangen und beleidigt“. Man werde sich wehren und eine Schließung des Zentrums nicht zulassen. Die Verfasser beriefen sich auf die Religionsfreiheit und die Demokratie, in deren Namen allerdings in Amerika und Europa eine „Hetzkampagne“ gegen Muslime stattfinde. Als Grund hierfür vermuten die Verfasser, dass Nichtmuslime es nicht akzeptieren können, wenn jemand aus der Kirche austrete und „zur Krönung“ zum Islam konvertiere. Diese Vermutung ist verbunden mit dem Wunsch, dass derjenige „rechtgeleitet“ sein möge, der „dem Weg des Lichts folgt“.
Schließlich heißt es in der Verlautbarung, dass die Verdächtigen seit Jahren das IIZ nicht mehr besucht hätten. Die Verfasser rufen die Justiz auf, die aktuelle Mitgliederliste und die beschlagnahmten Bücher des IIZ – die „harmlosen“ – zu veröffentlichen.